# الرويشد
الرويشد هي مدينة في أقصى شرق الأردن. إداريا تتبع محافظة المفرق. يبلغ عدد سكانها حوالي 14.400 (حسب تقديرات 2010). الرويشد هي أبعد منطقة ماهولة بالسكان شرق الأردن. كذلك يتبع معبر الكرامة الحدودي بين الأردن والعراق إداريا إلى منطقة الرويشد.

مدخل مستشفى الرويشد الحكومي

بعد الحرب على العراق في عام 2003، فر حوالي 800 لاجئ من العراق إلى الحدود الأردنية، معظمهم فلسطينيون وصوماليون، حيث استقروا في مخيم الرويشد للاجئين في المنطقة العازلة بين الأردن والعراق.

## معرض الصور

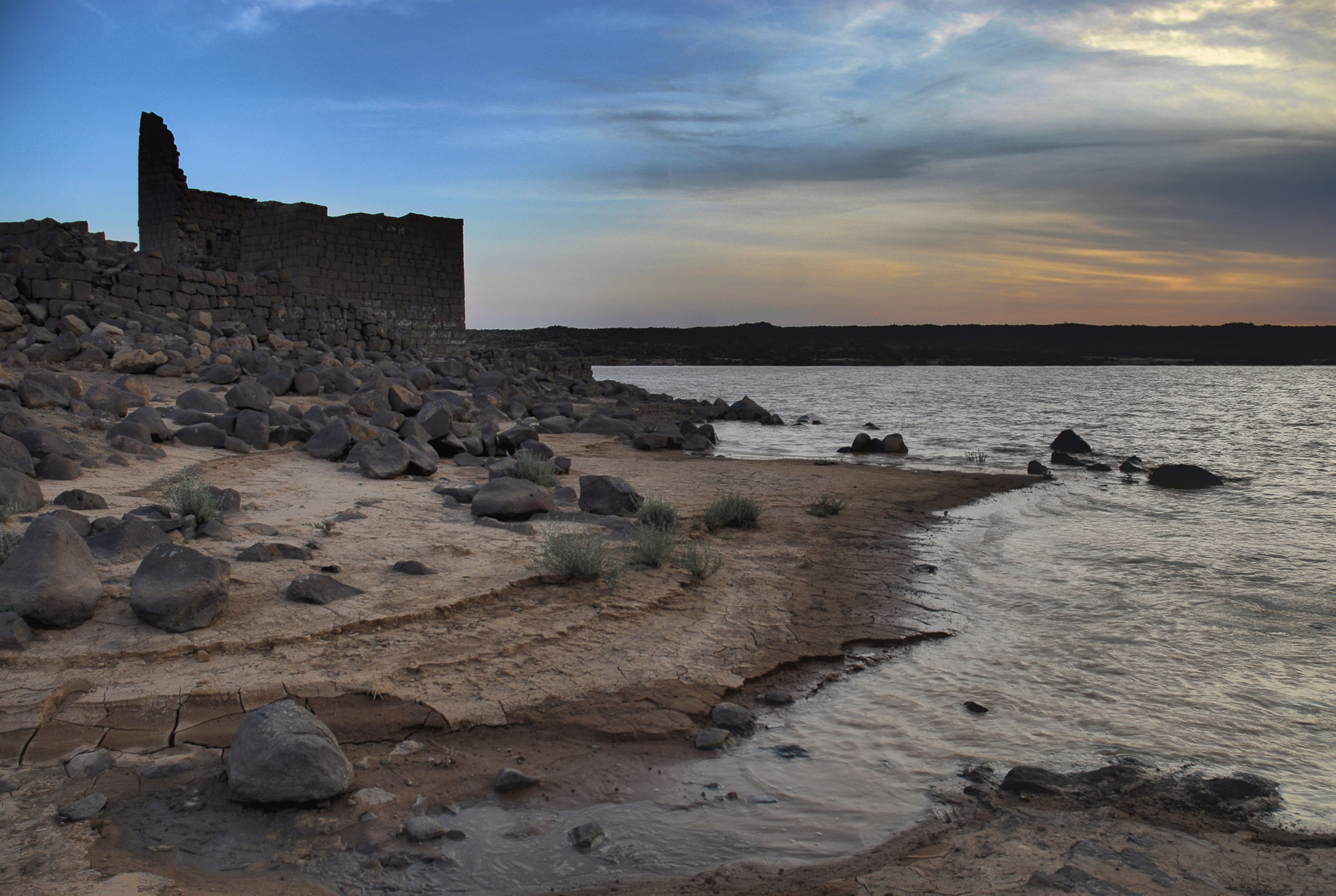
قصر برقع
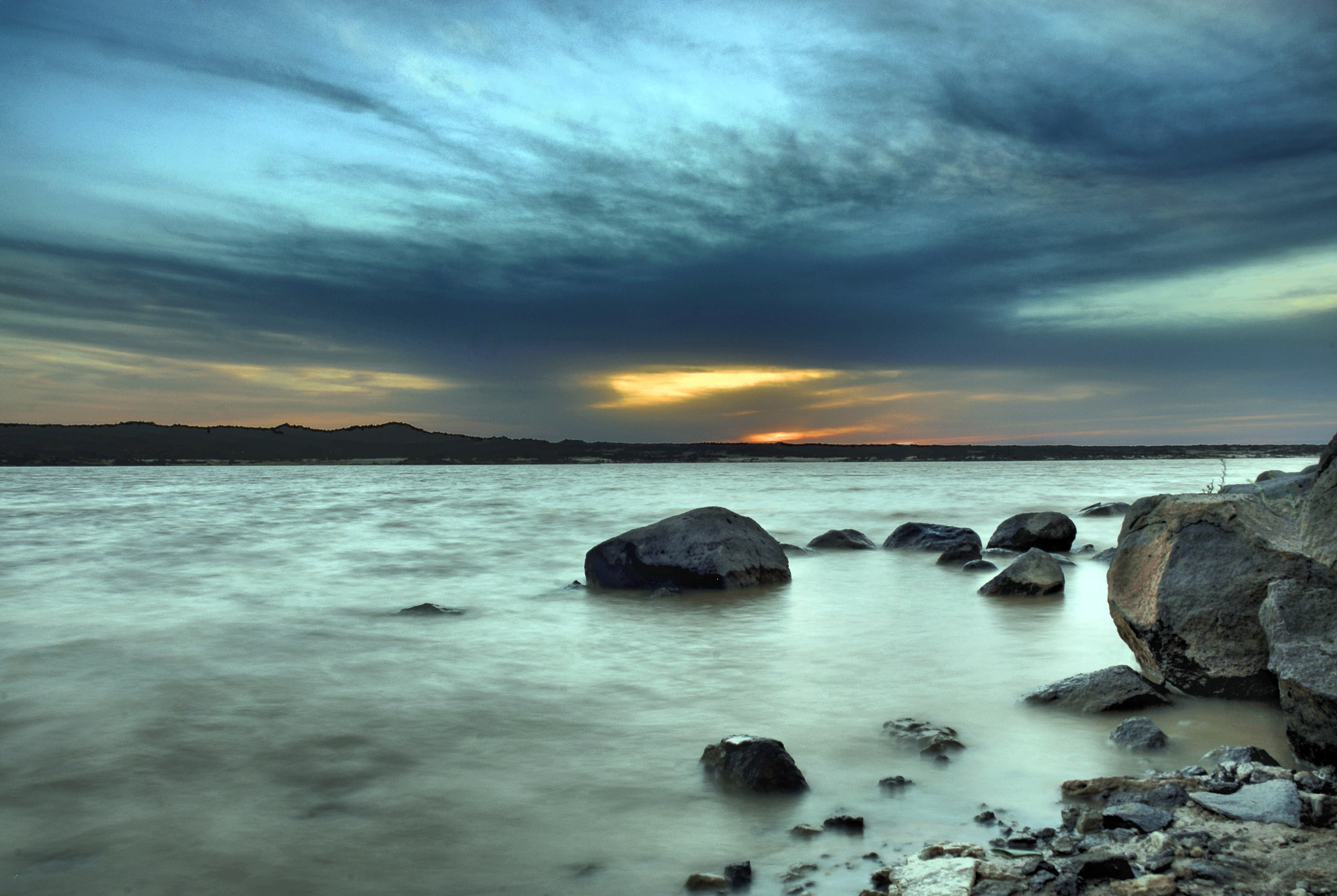
سد برقع
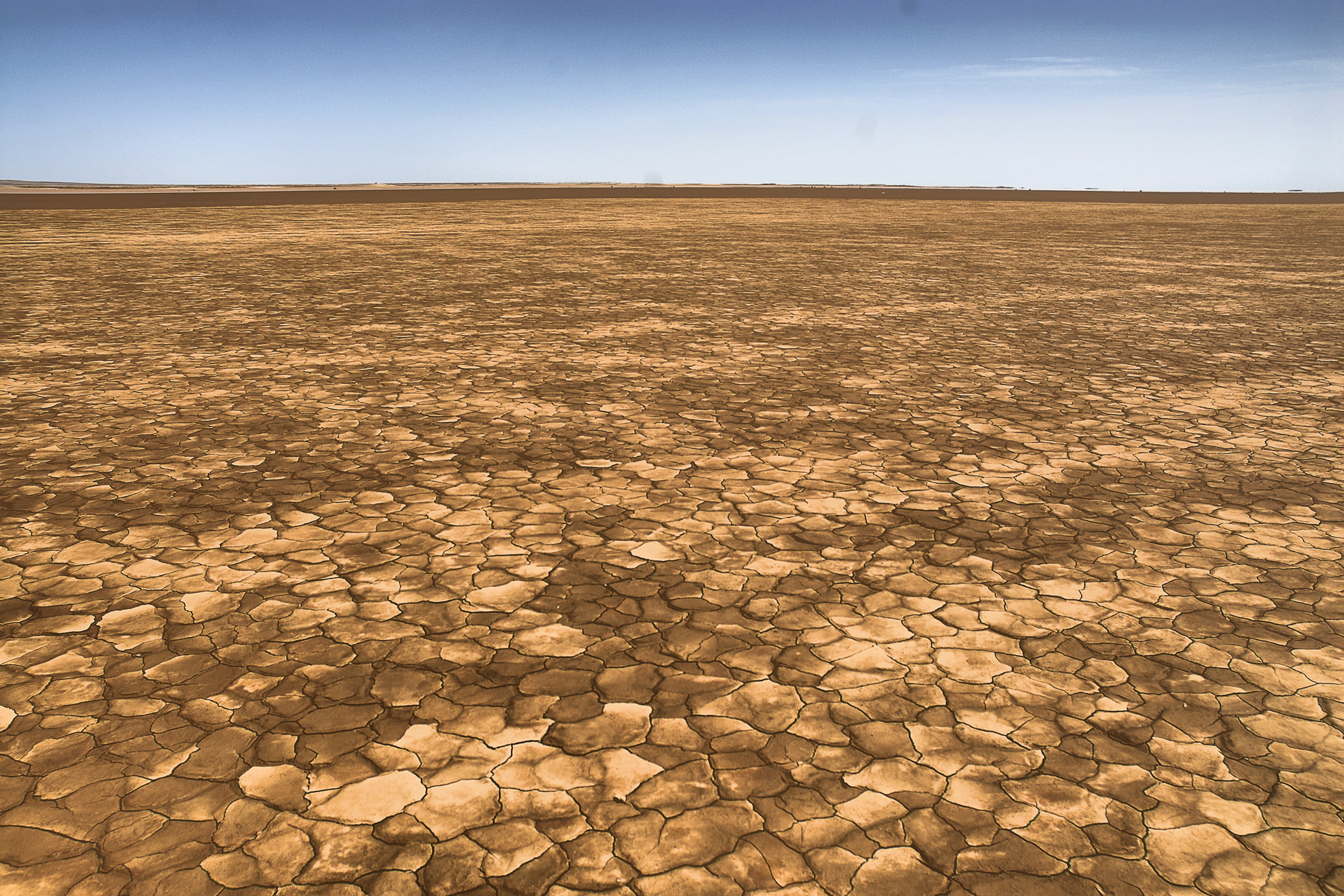
صحراء الرويشد